# Dolina Dolnej Wisłoki
Dolina Dolnej Wisłoki (512.44) – mezoregion fizycznogeograficzny w południowej Polsce, środkowa część Kotliny Sandomierskiej. Graniczy od zachodu z Płaskowyżem Tarnowskim, od wschodu z Płaskowyżem Kolbuszowskim, Pradoliną Podkarpacką i Pogórzem Strzyżowskim, od północy z Niziną Nadwiślańską i Równiną Tarnobrzeską a od południa z Pogórzem Ciężkowickim.
Region jest doliną w górnym biegu Wisłoki o szerokości od 3 do 10 km, o dwóch stopniach tarasowych: piaszczystym prawym (wyższym) i łąkowym lewym (wysokość względna 13–25 m). Region jest tylko częściowo zalesiony.
Głównymi miastami  w Dolinie Dolnej Wisłoki są Mielec, Dębica i Pilzno.